# Герб Астраханской области
Герб Астраханской области — символ Астраханской области Российской Федерации. Утверждён 19 декабря 2001 года. Герб внесён в Государственный геральдический регистр Российской Федерации под регистрационным номером

## Описание
Официальное описание герба:
Герб Астраханской области представляет собой четырёхугольный, с закругленными нижними углами, заостренный в оконечности геральдический щит. В голубом поле щита — золотая корона, состоящая из обруча с тремя видимыми листовидными зубцами и золотой митры, скреплённой пятью видимыми дугами украшенными жемчугом и с зелёной подкладкой. Митра увенчана золотым шариком с крестом. Под короной серебряный с золотой рукоятью ятаган остриём влево. Щит увенчан царским венцом — Астраханской шапкой

## История
Герб Астраханской губернии, на основе которого был создан герб области, был высочайше утверждён 8 декабря 1856 года: 
В лазуревом щите золотая, подобная королевской, корона с пятью дугами и зелёной подкладкой; под нею серебряный восточный меч с золотою рукоятью, острым концом вправо
Астраханская губерния просуществовала до 1928 года. Астраханская область РСФСР образована Указом 27 декабря 1943 года, однако в советское время область герба не имела.
В 1997 году была создана комиссия по разработке проектов символов Астраханской области и её муниципальных образований. Закон Астраханской области «О флаге и гербе Астраханской области» принят Постановлением Думы Астраханской области от 13 декабря 2001 года № 469. После подписания главой Администрации области А. П. Гужвиным документ получил название Закон Астраханской области от 19 декабря 2001 года «О флаге и гербе Астраханской области» №62/2001-ОЗ.

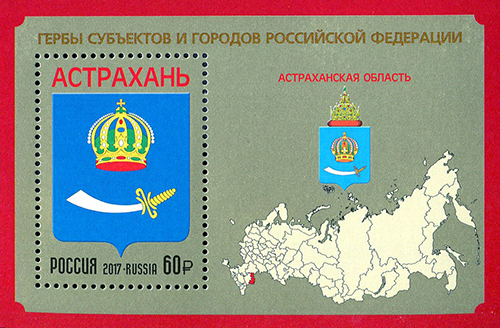
Почтовый блок, 2017 год. Гербы субъектов и городов Российской Федерации. Астраханская область